# Sarah Strong
Sarah Strong (nascida em 3 de fevereiro de 2006) é uma jogadora de basquete universitário norte-mericana-francesa que joga pelo UConn Huskies, da Big East Conference. Ela foi classificada como a recruta número um da turma de 2024 pela ESPN.

## Carreira no Ensino Médio
Strong jogou seu primeiro ano na Fuquay-Varina High School em Fuquay-Varina, Carolina do Norte, e teve uma média de 25 pontos e 19 rebotes por jogo. Após essa temporada, ela se transferiu para a Grace Christian School em Sanford, Carolina do Norte, e ganhou três títulos estaduais consecutivos da NCISAA, com a equipe obtendo 91 vitórias e 4 derrotas em três anos e terminando com uma sequência de 41 jogos invictos. Em seu último ano, ela teve uma média de 21,0 pontos, 16,8 rebotes, 4,6 assistências e 2,8 roubos de bola por jogo. Ela foi nomeada Miss Basquete da Carolina do Norte em 2023 e 2024 e foi selecionada para jogar no McDonald's All-American Girls Game de 2024. Ela foi nomeada Naismith High School Player of the Year em 2024, tornando-se a primeira pessoa da Carolina do Norte a receber essa honra. Strong foi classificada como a recrutada número um da turma de 2024 pela ESPN. Em 6 de abril de 2024, ela se comprometeu a jogar basquete universitário na Universidade de Connecticut, escolhendo as Huskies em vez de ofertas de Duke e North Carolina.

## Carreira Universitária

### 2024-25: Primeira Temporada
Em 7 de novembro de 2024, Strong fez sua estreia pelo UConn Huskies, marcando 17 pontos, o maior número do time, 4 rebotes, 3 assistências e 6 roubos de bola em uma vitória de 86-32 contra Boston.
No fim da temporada regular de 2025, Strong foi nomeada a Caloura do Ano da Big East, e foi nomeada por unanimidade para a Primeira Equipe All-Big East, com sua companheira de equipe Paige Bueckers, e para a equipe Big East All-Freshman. Ela também foi nomeada a Caloura do Ano da Divisão I pela WBCA.
Em 6 de abril de 2025, Strong venceu seu primeiro campeonato nacional, marcando um duplo-duplo com 24 pontos, 15 rebotes e 5 assistências, tornando-se a primeira jogadora da história a ter pelo menos 20 pontos, 15 rebotes e 5 assistências no jogo do campeonato nacional. Ela terminou seu primeiro ano com uma média de 16,4 pontos, 8,9 rebotes e 3,6 assistências.

## Carreira na Seleção
No basquete 3x3, Strong conquistou a medalha de ouro com os Estados Unidos na Copa do Mundo FIBA 3x3 Sub-18 de 2022, 2023 e 2024.
Em junho de 2025, Strong representou os Estados Unidos na Copa do Mundo de Basquete 3x3 da FIBA de 2025, terminando em sexto lugar após uma derrota de 18-15 para a Mongólia nas quartas de final. Em cinco jogos (4-1), Strong teve uma média de 7,6 pontos (4º entre todos os jogadores) e 7,8 rebotes (1º).

## Estatísticas da Carreira
| Negrito | Melhor da carreira                                               |
| *       | Indica as temporadas em que Strong ganhou um Campeonato da NCAA. |

### Basquete Universitário
| Ano                     | Equipe   | GP | GS | MPG  | FG%  | 3P%  | FT%  | RPG | APG | SPG | BPG | TO  | PPG  |
| ----------------------- | -------- | -- | -- | ---- | ---- | ---- | ---- | --- | --- | --- | --- | --- | ---- |
| 2024-25*                | UConn    | 40 | 40 | 28.7 | 58.6 | 38.8 | 74.0 | 8.9 | 3.0 | 2,3 | 1.7 | 1.6 | 16.4 |
| Carreira                | Carreira | 40 | 40 | 28.7 | 58.6 | 38.8 | 74.0 | 8.9 | 3.0 | 2,3 | 1.7 | 1.6 | 16.4 |
| Fonte: Sports Reference |          |    |    |      |      |      |      |     |     |     |     |     |      |

## Fora da Quadra

### Vida Pessoal
Strong nasceu em Madrid. Ela passou os primeiros 10 anos de sua vida morando com seus pais na Espanha e é fluente em espanhol.
Seu pai, Danny Strong, jogou basquete universitário na NC State. Sua mãe, Allison Feaster, jogou basquete universitário em Harvard e depois profissionalmente na WNBA. Feaster mais tarde se juntou à diretoria do Boston Celtics.
Strong tem dupla cidadania francesa.

### Interesses Comerciais
Em abril de 2024, Strong assinou um contrato de nome, imagem e semelhança (NIL) com o coletivo Bleeding Blue For Good.

Em 21 de julho de 2025, a Unrivaled, uma liga de basquete 3x3, anunciou a contratação de 14 das melhores jogadoras de basquete universitário, incluindo Strong e sua companheira de equipe da UConn, Azzi Fudd, para contratos NIL inovadores como parte do "The Future is Unrivaled Class of 2025", com base no compromisso da liga de investir e cultivar o futuro do esporte.